# B' Katīgoria 1997-1998
L'edizione 1997-1998 della B' Katīgoria vide la vittoria finale dell'Olympiakos Nicosia.

## Formula
Le 14 squadre partecipanti hanno disputato il campionato incontrandosi in due gironi di andata e ritorno, per un totale di 26 giornate. Erano previste tre retrocessioni e tre promozioni.

## Classifica finale
|  |    | Classifica finale   | G  | V  | N | P  | GF | GS | Dif | Pt |
|  | -- | ------------------- | -- | -- | - | -- | -- | -- | --- | -- |
|  | 1  | Olympiakos Nicosia  | 26 | 21 | 2 | 3  | 73 | 21 | +52 | 69 |
|  | 2  | Doxa Katōkopias     | 26 | 18 | 5 | 3  | 49 | 25 | +24 | 59 |
|  | 3  | Arīs Limassol       | 26 | 17 | 4 | 5  | 65 | 30 | +25 | 55 |
|  | 4  | Digenīs Morphou     | 26 | 15 | 5 | 6  | 40 | 25 | +15 | 50 |
|  | 5  | Ermīs Aradippou     | 26 | 9  | 7 | 10 | 31 | 29 | +2  | 34 |
|  | 6  | Omonia Aradippou    | 26 | 8  | 7 | 11 | 40 | 37 | +3  | 31 |
|  | 7  | Onīsilos Sōtīra     | 26 | 10 | 1 | 15 | 35 | 44 | -9  | 31 |
|  | 8  | ASIL Lysī           | 26 | 8  | 7 | 11 | 32 | 41 | -9  | 31 |
|  | 9  | PAEEK Kerynias      | 26 | 9  | 4 | 13 | 43 | 54 | -11 | 31 |
|  | 10 | Rotsides Mammari    | 26 | 8  | 7 | 11 | 34 | 45 | -11 | 31 |
|  | 11 | Akritas Chlōrakas   | 26 | 8  | 5 | 13 | 28 | 34 | -6  | 29 |
|  | 12 | Chalkanoras Idaliou | 26 | 8  | 5 | 13 | 32 | 50 | -18 | 29 |
|  | 13 | Īraklīs Gerolakkou  | 26 | 6  | 4 | 16 | 36 | 43 | -7  | 22 |
|  | 14 | APEP Pitsilia       | 26 | 4  | 2 | 20 | 20 | 71 | -51 | 14 |

G = Partite giocate; V = Vittorie; N = Nulle/Pareggi; P = Perse; GF = Goal fatti; GS = Goal subiti; DIF = Differenza reti;

### Verdetti
- Olympiakos Nicosia, Doxa Katokopias e Aris Limassol promossi in Divisione A.
- Chalkanoras Idaliou, Iraklis Yerolakkou e APEP Pitsilia retrocesse in Terza Divisione.